# 영동중학교 (경기)
영동중학교(靈東中學校)는 대한민국 경기도 수원시 영통구 신동에 있는 공립 중학교이다.

## 학교 연혁
- 2005년 3월 1일 : 초대 김교선 교장 취임
- 2005년 3월 1일 : 영동중학교 개교
- 2005년 3월 4일 : 제1회 신입생 입학(8학급 294명)
- 2005년 9월 30일 : 특별실동 개관
- 2005년 11월 18일 : 경기도수원교육청지정 영재교육시범학교 공개보고
- 2008년 2월 15일 : 제1회 졸업식(6학급 212명)
- 2020년 9월 1일 : 제5대 윤대선 교장 취임
- 2024년 1월 5일 : 제17회 졸업식(5학급 133명, 누계 3,287명)
- 2024년 3월 4일 : 제20회 신입생 입학(5학급 149명)

## 참고 자료
- 영동중학교 - 한국교육학술정보원 학교알리미